# Josep Maria Alberdi i Cornet
Josep Maria Alberdi i Cornet, conegut com Mia Alberdi (Barcelona, 10 de febrer de 1941 - Lleida, 24 de gener de 2025), fou un ninotaire, il·lustrador, pintor i realitzador de curtmetratges català, actiu principalment durant les dècades de 1960 i 1970.
Autodidacta, inicià la seva trajectòria en revistes infantils en català com L'Infantil i Cavall Fort, formant part d'una generació de dibuixants que, en un context de censura, contribuïren a la difusió del còmic i la cultura catalana. Treballà en publicacions com Pepe Cola, En Patufet i TBO 2000, així com en agències de publicitat i humor gràfic per a l'estranger. Va crear diversos personatges, entre els quals el senyor Esteve i l’Estevet a En Patufet, i desenvolupà un estil influenciat per la bande dessinée francobelga i la tradició de la historieta catalana.
El 1972 s'establí a Lleida, on es dedicà a la pintura, especialment a l'aquarel·la, amb una obra centrada en el paisatge urbà i rural de Catalunya. També realitzà diversos curtmetratges de caràcter satíric i humorístic. El 1999 publicà, amb el seu fill Carles Alberdi, Història il·lustrada de la Pobla de Claramunt. Fou membre del Col·lectiu Patac i d'Entrevinyetes.